# Plinius der Ältere

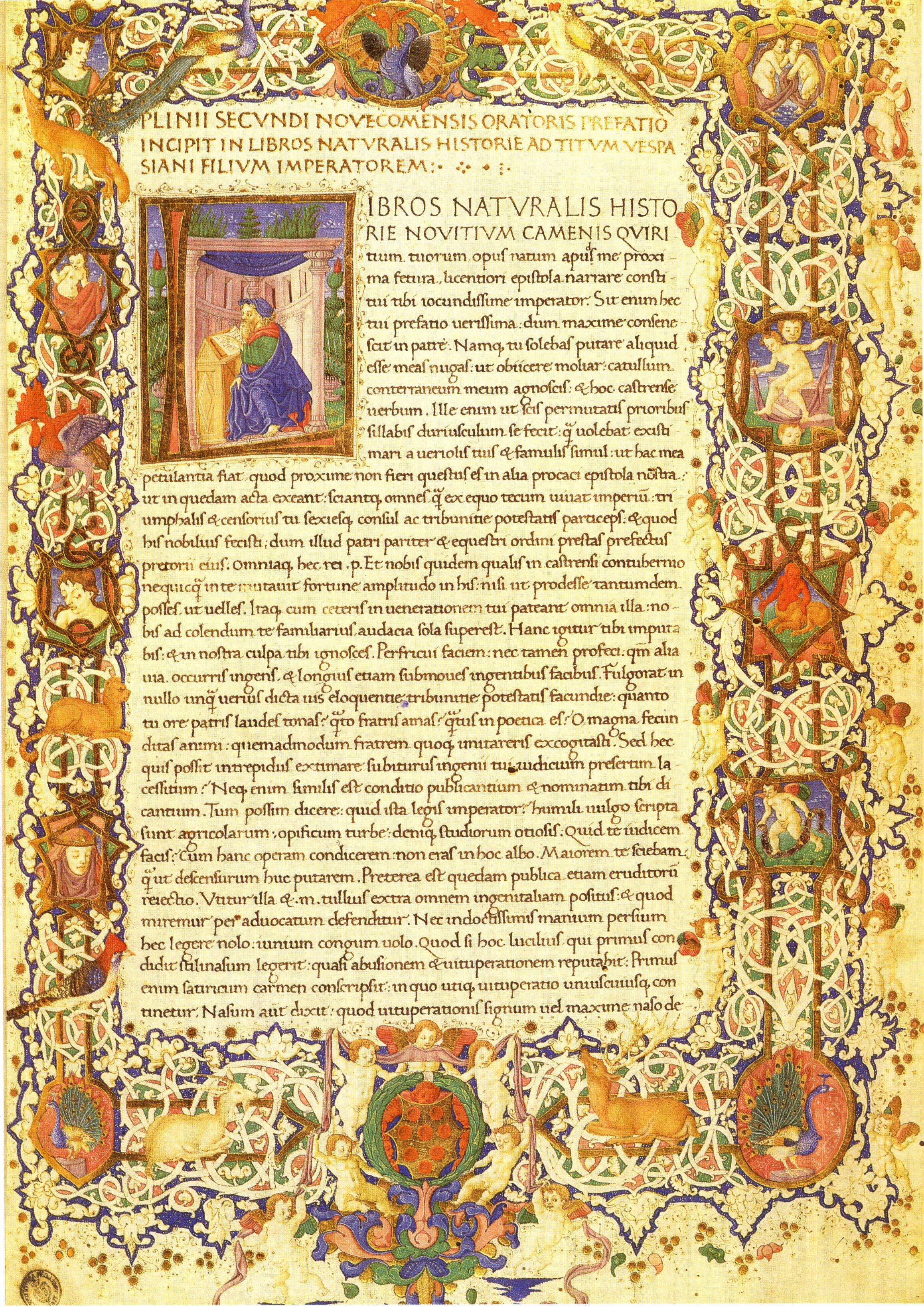
Plinius der Ältere, Naturalis historia in der Handschrift Florenz, Biblioteca Medicea Laurenziana, Plut. 82.4, fol. 3r (15. Jahrhundert)

Gaius Plinius Secundus Maior, auch Plinius der Ältere (* 23 oder 24 in Novum Comum, heute Como; † am 24. August oder 24. Oktober 79 in Stabiae am Golf von Neapel), war ein römischer Gelehrter, Offizier und Verwaltungsbeamter, der vor allem durch die Naturalis historia, ein enzyklopädisches Werk zur Naturkunde, Bedeutung erlangt hat. Er starb während des großen Vesuvausbruchs im Alter von etwa 55 Jahren.
Plinius der Ältere wird so genannt zur Unterscheidung von seinem Neffen Gaius Plinius Caecilius Secundus Minor, genannt Plinius der Jüngere.

## Leben

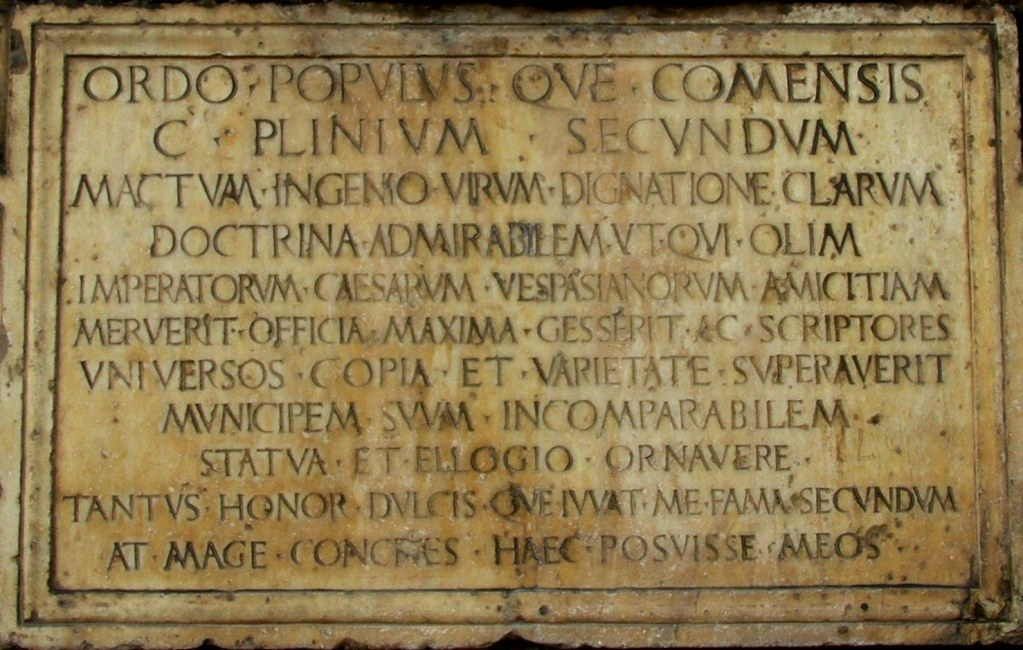
Gedenkstein für Plinius den Älteren, heute am Dom zu Como angebracht

Plinius’ Leben ist fast nur durch einige Anspielungen in seinem eigenen Werk Naturalis historia, durch zwei Briefe Plinius’ des Jüngeren sowie die Vita Plinii aus dem Catalogus virorum illustrium Tranquilli bezeugt. Nach letzterer ist sein Geburtsort Novum Comum in der Provinz Gallia cisalpina. Das Geburtsjahr kann eingegrenzt werden, da sein Neffe berichtet, dass Plinius in seinem 56. Lebensjahr stand, als er starb.
Plinius stammte aus einer Ritterfamilie und muss eine Ausbildung erhalten haben, die ihn befähigte, einer der bedeutendsten Gelehrten seiner Zeit zu werden. Belegt ist, dass Plinius in Rom im Hause des Publius Pomponius Secundus unterrichtet und erzogen wurde. Details sind jedoch nicht bekannt. Er selbst gibt lediglich einige kurze Selbstzeugnisse.
Als Offizier war Plinius in verschiedenen römischen Provinzen eingesetzt. Im Jahr 47 n. Chr. kam er nach Niedergermanien und gelangte unter Domitius Corbulo in das Gebiet der Chauken. Später erreichte er Gebiete nördlich des Mittel- und Oberrheins. Spätestens 59 n. Chr. war er zurück in Italien, übte jedoch unter Nero keine militärische oder zivile Funktion im Staat aus und konzentrierte sich auf seine wissenschaftlichen und literarischen Tätigkeiten. Nach dem Prinzipat Neros diente Plinius in mehreren römischen Provinzen als Finanzverwalter (Procurator), unter anderem in Hispania Tarraconensis. Um 79 n. Chr. leitete er als Präfekt die in Misenum unweit des Vesuvs stationierte römische Flotte.
Plinius blieb zeitlebens unverheiratet und kinderlos. Nach dem Tod seines Schwagers wohnte er zusammen mit seiner Schwester und deren Sohn, Plinius dem Jüngeren, den er in seinem Testament als seinen Adoptivsohn bestimmte.
Der Tod des Plinius ist durch einen Brief Plinius’ des Jüngeren an den römischen Historiker Tacitus detailliert überliefert. Als eine große schwarze Wolke beobachtet worden war, habe Plinius zunächst aus Forschungsinteresse an das Ufer unterhalb des Vesuvs segeln wollen, um das Phänomen zu beobachten. Auf den Hilferuf einer gewissen Rectina hin habe er sich entschlossen, die dort ansässigen Menschen zu retten, aufgrund des Ascheregens (durch den am 24. August 79 stattgefundenen Vulkanausbruch des Vesuvs) habe man das Ufer jedoch nicht erreichen können. Stattdessen sei er nach Stabiae gesteuert und auf dem Gut eines Pomponianus abgestiegen. Nach einer unruhigen Nacht habe man am Morgen die Gebäude wegen starker Erdbeben verlassen müssen. Plinius sei an der Küste tot zusammengebrochen. Die Todesursache gilt heute als unklar. Als mögliche Ursachen werden in der Forschung Tod durch Ersticken, Vergiftung, Asthmaanfall, Herzinfarkt oder Schlaganfall diskutiert.

## Schriften

### Überblick
Plinius der Jüngere überliefert nicht nur biografische Informationen, sondern auch Angaben über die schriftstellerische Tätigkeit seines Onkels. In einem Brief an Baebius Macer zählt er dessen Schriften in chronologischer Reihenfolge auf. Daneben habe Plinius der Ältere noch 160 doppelseitig eng beschriebene Hefte mit Notizen und Auszügen aus früheren Schriftstellern hinterlassen. Die Datierungsversuche sind nachträglich angestellt worden:
- De iaculatione equestri liber unus (Speerwerfen vom Pferd aus, ein Buch): ca. Ende der 40er Jahre
- De vita Pomponi Secundi duo (Leben des Pomponius Secundus, zwei Bücher): ca. 50er Jahre
- Bellorum Germaniae libri XX (20 Bücher über die Kriege in Germanien): etwa in den 40er Jahren vollendet, jedoch erst in den 50er Jahren veröffentlicht
- Studiosi libri tres (Der Student, drei Bücher): ca. Ende der 50er Jahre
- Dubii sermonis libri octo (Undeutliche Ausdrucksweise, acht Bücher): in der für Literaten gefährlichen Zeit unter Nero, ca. 65–68 n. Chr.
- A fine Aufidii Bassi libri triginta unus (Fortsetzung des Aufidius Bassus, 31 Bücher): unter Vespasian, zwischen 69 und 79 n. Chr.
- Naturae historiarum libri triginta septem (Naturgeschichte, 37 Bücher): ca. 77 n. Chr.

Die Bella Germaniae und A fine Aufidii Bassi gehören zu den historischen Schriften, die übrigen behandeln überwiegend rhetorisch-literaturgeschichtliche Fragen. Die meisten dieser Werke sind heute allerdings höchstens fragmentarisch oder gar nicht überliefert.

### Geschichtswerke

#### Bellorum Germaniae
Die nicht erhaltenen bella Germaniae (Germanenkriege) waren nach dem Brief Plinius’ des Jüngeren an Baebius Macer das dritte veröffentlichte Werk seines Onkels und umfassten 20 Bücher. Das Werk wurde bald von den Historien des Tacitus verdrängt. Es ist schon in der Spätantike nur schwer zugänglich gewesen, wie aus einem Brief des Quintus Aurelius Symmachus aus dem Jahr 396 hervorgeht. Tacitus verwendete es als Quelle und bezeichnet Plinius an einer Stelle ausdrücklich als „Geschichtsschreiber der Germanenkriege“. Auch Sueton erwähnt in seiner Vita des Plinius kurz dessen Bellorum Germaniae. Petrarca beklagte den Verlust des Werks.
Der zeitliche Umfang des Werks, das sämtliche römische Germanenkriege bis auf Plinius’ Zeit behandelte, ist umstritten; möglicherweise reichte es bis etwa 47 n. Chr. Der Verfasser wurde angeblich durch eine Traumvision des Drusus zur Niederschrift veranlasst und begann die Ausarbeitung der Schrift während seines Kriegseinsatzes in Germanien, also 47 n. Chr. unter Gnaeus Domitius Corbulo. Auch später konnte er aufgrund weiterer Dienste auf dem gleichen geographischen Schauplatz Materialien für sein Werk sammeln. So gewann er darüber hinaus Stoff für seine auf Autopsie fußenden Referate über Germanien in der Naturalis historia. Neben seinen eigenen Erfahrungen verwendete Plinius vielleicht als Quellen für frühere römisch-germanische Kämpfe Titus Livius sowie die Monographie des Historikers Aufidius Bassus über das gleiche Thema. In den 50er Jahren gab er dann die bella Germaniae heraus.
In seinem Werk hob Plinius insbesondere die kriegerischen Verdienste des Drusus und Germanicus hervor, die etwa in den Geschichtswerken des Velleius Paterculus und wohl auch des Aufidius Bassus nur wenig gewürdigt worden waren. Immerhin war der zur Zeit der Abfassung des Werks regierende Kaiser Claudius der Sohn des Drusus und Bruder des Germanicus. Nur zwei Fragmente sind überliefert, von denen das eine über die Familie des Germanicus handelt, das andere eine von Sueton verworfene Ansicht des Plinius über den umstrittenen Geburtsort des Caligula referiert. Vermutlich machte aber Tacitus ausgiebigeren Gebrauch von dem Werk, etwa bei seinem Bericht über die Germanicus-Feldzüge.

#### A fine Aufidii Bassi
Mit den 31 Büchern umfassenden Historien, die dem Brief seines Neffen zufolge den Titel A fine Aufidii Bassi trugen, setzte Plinius das über allgemeine römische Geschichte berichtende Werk des Aufidius Bassus fort. Daher wird angenommen, es ist aber nicht sicher belegt, dass die Darstellung wohl um 47 n. Chr. einsetzte, dem vermuteten Endpunkt des Aufidius Bassus in dessen Geschichtswerk. Das früheste überlieferte Fragment behandelt ein Ereignis des Jahres 55 n. Chr. Die Historien reichten bis in die Anfangszeit der Regierung Vespasians. Sie wurden von Plinius als dessen sechstes Werk ab etwa 68 n. Chr. verfasst und waren nach seinem eigenen Zeugnis in der Naturalis historia 77 n. Chr. fertiggestellt. Wahrscheinlich gab Plinius das Werk nicht selbst heraus, sondern beauftragte seinen Neffen testamentarisch mit dieser Aufgabe.
Das sehr gewissenhaft ausgearbeitete, auf einem breiten Quellenstudium beruhende Werk war ein wertvolles historisches Handbuch, besaß aber wohl nur geringen literarischen Wert. Es wurde ebenso wie Plinius’ bella Germaniae bald von den Historien des Tacitus verdrängt, die als kanonische Darstellung der Geschichte des 1. Jahrhunderts galten. Als Quellen benutzte Plinius wahrscheinlich möglichst viele Geschichtsschreiber, mit denen er sich kritisch auseinandersetzte, darüber hinaus wohl auch Memoiren wie jene der älteren Agrippina und die Senatsakten. Auch konnte er sich auf eigene Beobachtungen und Berichte seiner Freunde stützen. In der politischen Tendenz verfasste Plinius sein Werk im Sinne der Flavier. Die vorangegangene Julisch-Claudische Dynastie stellte er ungünstig dar, wie er vor allem Nero auch in seiner Naturalis historia feindlich behandelt. Wahrscheinlich bezieht sich die Kritik des Tacitus an der mangelnden Objektivität proflavischer Geschichtsschreiber auch auf Plinius.
Tacitus verwendete Plinius’ Historien sicher als Quelle und zitiert sie an drei Stellen (Annalen 13, 20, 2 und 15, 53, 3; Historien 3, 28, 1) namentlich. Aus letztgenannter Stelle geht hervor, dass Plinius dem Marcus Antonius Primus die Schuld an der 69 n. Chr. erfolgten Plünderung und Zerstörung Cremonas gab. Vermutlich stellte Plinius’ Geschichtswerk generell eine Hauptquelle für Tacitus dar. Auch Sueton beutete es wohl für seine Biographien der Kaiser von Nero bis Vespasian aus. Eventuell zog es noch Cassius Dio für seine umfassende römische Geschichtsdarstellung heran.
Die Fragmente sind gesammelt in The Fragments of the Roman Historians (Nr. 80).

### Naturalis historia

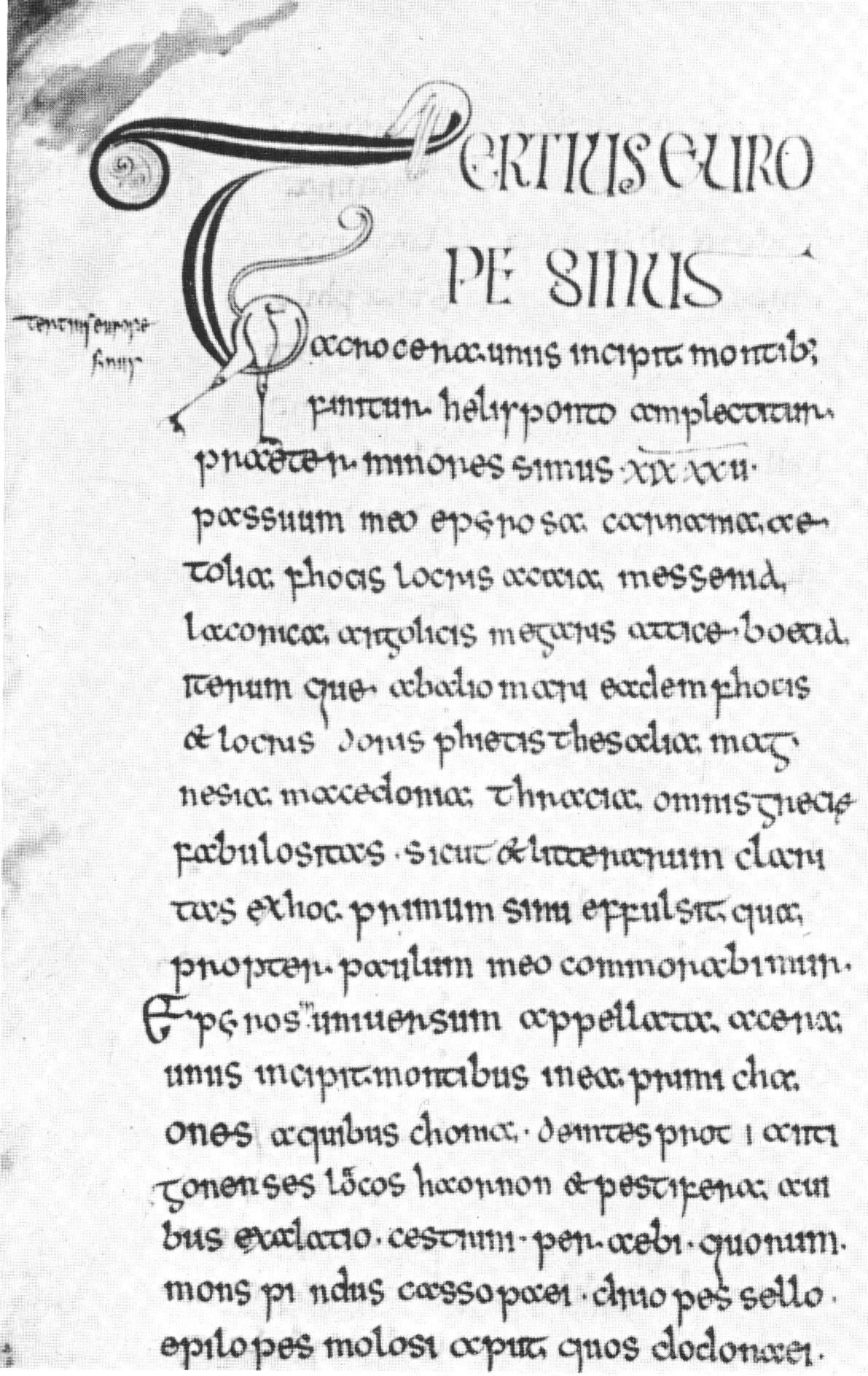
Der Anfang des vierten Buches der Naturalis historia in der Handschrift Leiden, Bibliothek der Rijksuniversiteit, Voss. Lat. F. 4, fol. 20v (erste Hälfte des 8. Jahrhunderts)

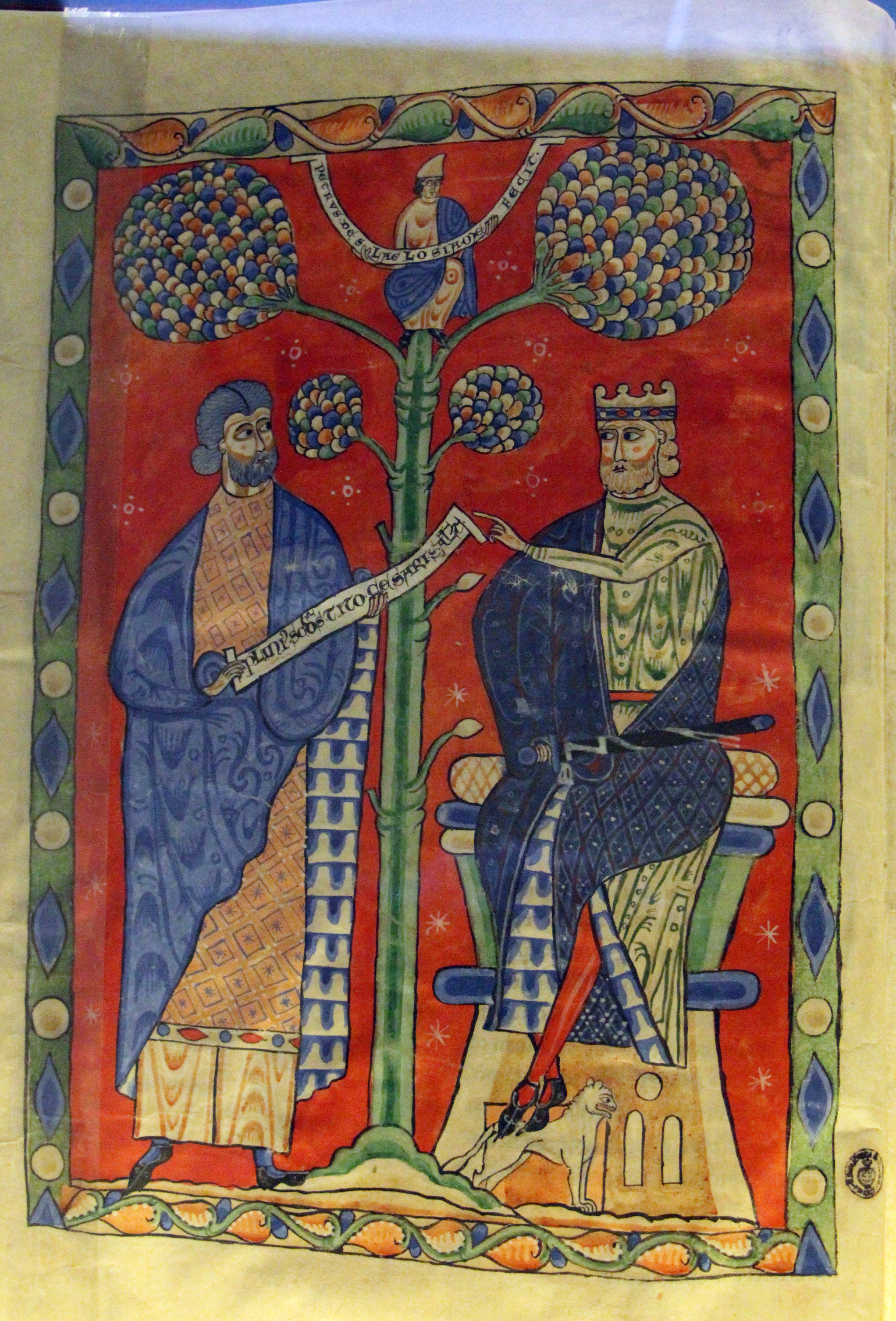
Plinius (links) überreicht Kaiser Titus ein Schriftband mit der Widmung seines Werks. Buchmalerei in einer Handschrift der Naturalis historia. Florenz, Biblioteca Medicea Laurenziana, Plut. 82.1, fol. 2v (Anfang des 13. Jahrhunderts)

Eine Sonderstellung nimmt seine Naturkunde, die Naturalis historia ein. Alle 37 Bände der umfangreichen Enzyklopädie sind komplett erhalten, da sie ununterbrochen rezipiert und vervielfältigt wurde. In ihr wurde das naturkundliche Wissen um 50 n. Chr. zusammengetragen. Damit ist das Werk heute eine wichtige Quelle für die Beurteilung und Rezeption antiken Wissens.
Plinius arrangierte darin traditionelles naturwissenschaftliches Wissen griechischer Autoren wie Aristoteles, Theophrastos von Eresos und Hippokrates von Kos unmittelbar aus Handschriften und setzte dieses mit neuen geografischen Kenntnissen Catos, Varros, Mucianus’ und anderer in Beziehung. Das Werk zeichnet sich im Besonderen durch den Aufbau aus: Es besteht aus 37 Bänden, die unabhängig voneinander verwendet werden können. Ein Band der Naturalis historia konnte somit als Handbuch für ein Fachgebiet fungieren.
Die Enzyklopädie befasste sich mit den Themenbereichen Kosmographie (Buch 2), Geographie (Buch 3–6), Anthropologie (Buch 7), Zoologie (Buch 8–11), Botanik (Buch 12–19), Medizin (20–32), Metallurgie und Mineralogie sowie Malerei und Kunstgeschichte (Buch 33–37). Im Buch 9 zur Zoologie wird die Purpurfärberei dieser Zeit behandelt.

## Rezeption
Der Botaniker Charles Plumier benannte Plinius zu Ehren die Gattung Plinia der Pflanzenfamilie der Myrtengewächse (Myrtaceae). Carl von Linné übernahm später diesen Namen.
In dem Roman Pompeji von Robert Harris ist Plinius’ Wirken am Ende seines Lebens in Misenum dargestellt.
Der Mondkrater Plinius wurde nach ihm benannt.